# 鈴木やすゆき
鈴木 やすゆき（すずき やすゆき）は、日本の脚本家。本名及び旧筆名は「鈴木康之」。主にアニメ分野で活躍している。岡本吉起率いるゲームクリエイト会社・フラグシップ（現在は解散）のメンバーであり、同じくフラグシップのメンバーであった宮下隼一、吉田伸と同じ作品で仕事をすることが多い。

## 主な作品

### テレビアニメ
- 怪盗セイント・テール
- Z.O.E Dolores, i
- 遊☆戯☆王デュエルモンスターズ
- NARUTO -ナルト-
- SPEED GRAPHER
- 幕末機関説 いろはにほへと
- 遊☆戯☆王デュエルモンスターズGX
- KURAU Phantom Memory
- 遊☆戯☆王デュエルモンスターズALEX※日本未公開
- 遊☆戯☆王5D's
- NARUTO -ナルト- 疾風伝（シリーズ構成、第54話～第71話・第432話～第450話）
- 遊☆戯☆王ZEXAL
- 遊☆戯☆王ZEXAL II
- THE REFLECTION -ザ・リフレクション-
- ムヒョとロージーの魔法律相談事務所[1]
- ACTORS -Songs Connection-
- 『ヒプノシスマイク -Division Rap Battle-』Rhyme Anima

### テレビドラマ
- 代表取締役刑事（全45話中2本執筆。すべて宮下隼一と共同）
- 特救指令ソルブレイン（全53話中2本執筆。すべて宮下隼一と共同）
- 特捜エクシードラフト（全49話中4本執筆。すべて宮下隼一と共同）
- 愛しの刑事（全20話中1本執筆。宮下隼一と共同）
- 特捜ロボ ジャンパーソン（全50話中4本執筆。すべて宮下隼一と共同）
- ブルースワット（全51話中7本執筆。すべて宮下隼一と共同）

### ビデオ映画
- ベイサイド・バイオレンス 群狼（宮下隼一と共同）

### イベント用アニメ
- NARUTO -ナルト- 疾風伝 サニー・サイド・バトル!!!

### ゲーム
- バイオハザード CODE:Veronica（連名）